# Irene Cruz-González
Irene Cruz-González Espinosa (Ciudad de México, 1953) es una astrónoma mexicana. Su investigación se basa en la actividad nuclear en galaxias, la observación de galaxias y su medio interestelar, la formación de estrellas y la instrumentación de telescopios ópticos e infrarrojos. Es investigadora y profesora del Instituto de Astronomía de la Universidad Nacional Autónoma de México (UNAM).

## Biografía
Irene Cruz-González nació en 1953, en la Ciudad de México. Es hija de Carlos Cruz-González Aliphat, un paisajista y su madre Rebeca Espinosa, una artista. Su hermano Carlos Cruz-González también fue un astrónomo que falleció al comienzo de su carrera investigadora. Está casada con el matemático Javier Bracho y tiene dos hijos Felipe y Adrián Bracho Cruz-González. Estudió física en la UNAM y trabajó en una tesis de licenciatura en astronomía supervisada por Silvia Torres-Peimbert. Posteriormente, Irene Cruz-González fue a  la Universidad de Harvard para realizar estudios de posgrado en astronomía, obteniendo una maestría en 1979 bajo la supervisión de Giovanni Fazio y un Ph.D. en 1984. Su tesis doctoral, Distribuciones continuas de núcleos galácticos activos, fue supervisada por John P. Huchra.
Regresó a México y se unió al Instituto de Astronomía de la UNAM como investigadora en 1984.
Junto a Abraham Nosnik y Elsa Recillas, Irene Cruz-González es coautora de un libro sobre Galileo, El hombre de la torre inclinada: Galileo Galilei (1ª ed., Gatopardo, 1985; editado también en Chile y Colombia).

## Reconocimientos
Irene Cruz-González es miembro de la Academia Mexicana de Ciencias. De 2010 a 2018 formó parte de la Junta de Gobierno de la UNAM. La UNAM le otorgó el Premio Universidad Nacional en 2002 y el Reconocimiento Sor Juana Inés de la Cruz en 2006.